# Фостер (Род-Айленд)
Фостер (англ. Foster) — місто (англ. town) в США, в окрузі Провіденс штату Род-Айленд. Населення — 4469 осіб (2020).

## Географія

### Клімат
| Клімат : Фостер                            | Клімат : Фостер | Клімат : Фостер | Клімат : Фостер | Клімат : Фостер | Клімат : Фостер | Клімат : Фостер | Клімат : Фостер | Клімат : Фостер | Клімат : Фостер | Клімат : Фостер | Клімат : Фостер | Клімат : Фостер | Клімат : Фостер |
| Показник                                   | Січ.            | Лют.            | Бер.            | Квіт.           | Трав.           | Черв.           | Лип.            | Серп.           | Вер.            | Жовт.           | Лист.           | Груд.           | Рік             |
| Абсолютний максимум, °C                    | 19,4            | 20,0            | 31,1            | 34,4            | 33,9            | 34,4            | 36,1            | 36,1            | 34,4            | 28,9            | 25,6            | 23,9            | 36,1            |
| Середній максимум, °C                      | 1,1             | 3,3             | 7,8             | 13,9            | 19,4            | 23,9            | 26,7            | 25,6            | 21,7            | 15,9            | 10,0            | 3,9             | 14,7            |
| Середня температура, °C                    | −3,5            | −2              | 2,4             | 8,3             | 13,9            | 18,4            | 21,3            | 20,6            | 16,4            | 10,3            | 5,2             | −0,8            | 9,2             |
| Середній мінімум, °C                       | −8,3            | −6,7            | −2,8            | 2,2             | 7,8             | 12,8            | 15,6            | 15,0            | 11,1            | 5,0             | 0,0             | −5              | 3,8             |
| Абсолютний мінімум, °C                     | −25             | −23,9           | −18,3           | −10             | −2,8            | 2,2             | 5,6             | 3,9             | −0,6            | −6,1            | −15,6           | −26,1           | −26,1           |
| Середня кількість сонячних годин на місяць | 313             | 314             | 388             | 417             | 468             | 471             | 477             | 443             | 387             | 357             | 309             | 301             | 4639            |
| Норма опадів, мм                           | 109             | 105             | 138             | 119             | 100             | 116             | 97              | 110             | 104             | 121             | 126             | 123             | 1368            |
| Днів з опадами                             | 12              | 10              | 12              | 11              | 13              | 12              | 11              | 10              | 10              | 11              | 11              | 12              | 135             |
| ------------------------------------------ | --------------- | --------------- | --------------- | --------------- | --------------- | --------------- | --------------- | --------------- | --------------- | --------------- | --------------- | --------------- | --------------- |
| Джерело: Weatherbase                       |                 |                 |                 |                 |                 |                 |                 |                 |                 |                 |                 |                 |                 |

## Демографія

### Перепис 2010
Згідно з переписом 2010 року, у місті мешкало 4606 осіб у 1707 домогосподарствах у складі 1302 родин. Було 1775 помешкань
Расовий склад населення:
| - 96,7 % — білих - 1,0 % — азіатів - 0,7 % — чорних або афроамериканців - 0,3 % — корінних американців |

До двох чи більше рас належало 1,2 %. Частка іспаномовних становила 1,3 % від усіх жителів.
За віковим діапазоном населення розподілялося таким чином: 21,4 % — особи молодші 18 років, 65,8 % — особи у віці 18—64 років, 12,8 % — особи у віці 65 років та старші. Медіана віку мешканця становила 44,8 року. На 100 осіб жіночої статі у місті припадало 101,8 чоловіків; на 100 жінок у віці від 18 років та старших — 99,7 чоловіків також старших 18 років.
Середній дохід на одне домашнє господарство становив 97 304 долари США (медіана — 81 036), а середній дохід на одну сім'ю — 109 714 долари (медіана — 91 853). Медіана доходів становила 60 168 доларів для чоловіків та 50 337 доларів для жінок. За межею бідності перебувало 5,3 % осіб, у тому числі 5,3 % дітей у віці до 18 років та 8,7 % осіб у віці 65 років та старших.
Цивільне працевлаштоване населення становило 2604 особи. Основні галузі зайнятості: освіта, охорона здоров'я та соціальна допомога — 25,2 %, виробництво — 13,6 %, роздрібна торгівля — 11,9 %.

### Перепис 2000
За даними перепису 2000 року
на території муніципалітету мешкало 4 274 людей, було 1 535 садиб.
Густота населення становила 32,3 осіб/км². З 1 535 садиб у 36 % проживали діти до 18 років, подружніх пар, що мешкали разом, було 68,5 %,
садиб, у яких господиня не мала чоловіка — 6,8 %, садиб без сім'ї — 21,9 %.
Власники 6,3 % садиб мали вік, що перевищував 65 років, а в 17,1 % садиб принаймні одна людина була старшою за 65 років. Кількість людей у середньому на садибу становила 2,77, а в середньому на родину 3,14.
Середній річний дохід на садибу становив 59 673 доларів США, а на родину — 63 657 доларів США. Чоловіки мали дохід 39 808 доларів, жінки — 30 632 доларів. Дохід на душу населення був 22 148 доларів. Приблизно 1,5 % родин та 3,4 % населення жили за межею бідності.
Медіанний вік населення становив 40 років. На кожних 100 жінок віком понад 18 років припадало 97,6 чоловіків.